# Joanne Harris

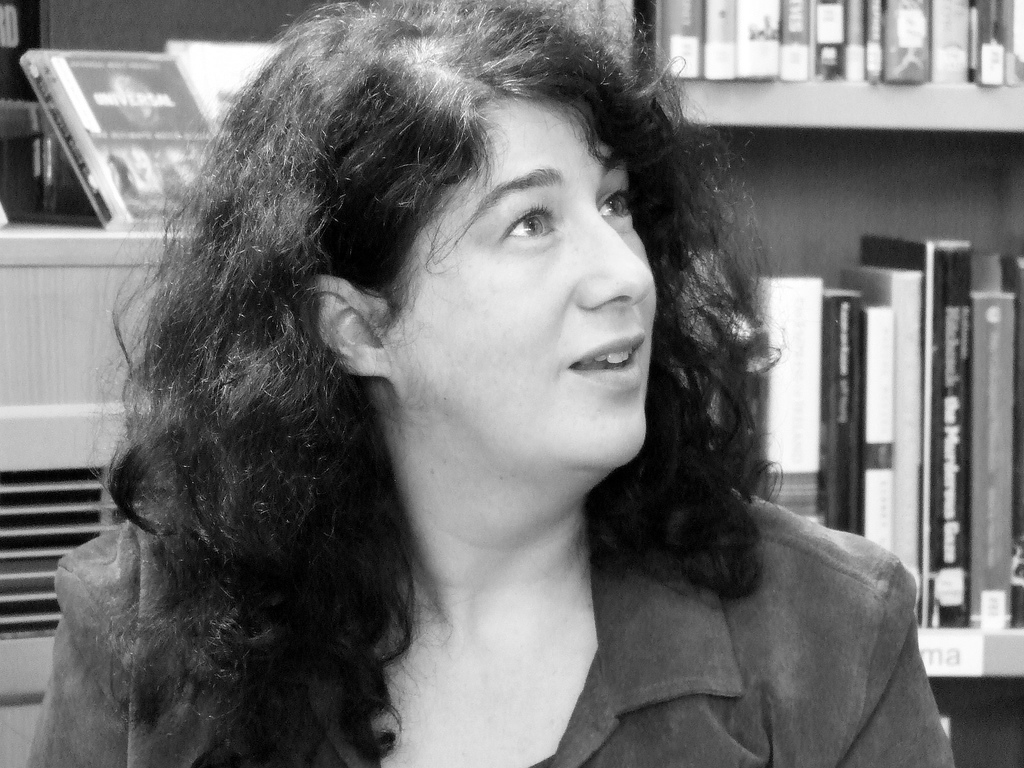
Joanne Harris – Kyte Photography (2007)

Joanne Harris (teljes nevén Joanne Michèle Sylvie Harris) (Yorkshire, Barnsley, 1964. július 3. –) angol írónő. Csokoládé című regénye tette híressé, amit 2000-ben Juliette Binoche és Johnny Depp főszereplésével filmesítettek meg.

## Élete
Joanne Harris Yorkshire-ben született 1964. július 3-án, angol édesapa és francia édesanya gyermekeként. Modern és középkori nyelvészetet tanult Cambridge-ben, majd számos heroikus, de kudarcba fulladt próbálkozás után (volt rock zenész, gyógyfűkereskedő, könyvelő) engedett a gének parancsának, és egy leeds-i fiúgimnáziumban helyezkedett el franciatanárként. Itt 12 évig tanított, s ezalatt megjelentette első három regényét.

## Stílusa
Az olvasók egy új stílus megteremtőjeként tekintenek rá, hiszen a Csokoládé c. könyve megjelenése után sorra jelentek meg a kulináris élvezeteket, érdekes helyeket, a vidéket, Franciaországot középpontba állító romantikus regények, útleírások. Ő nem így vélekedik erről. Úgy gondolja, hogy egy nagyon jól ismert és kedvelt, ám az utóbbi években kicsit háttérbe szorult írói tradíciót folytatott, ami nem más, mint az útleírás. Az angol irodalom akkoriban olyan sötét időszakát élte, amikor a megjelenő könyvek nagy része túlságosan realista volt, az irodalmat a minimalizmus, az érzelmek teljes kizárása jellemezte. Ő valami teljesen ellenkezőt csinált és ezért kedvelték meg az olvasók. Ezért elmondható, hogy nem felfedezett valami újat, inkább egyszerűen csak mert régimódi lenni. Az olvasóközönség változást várt, ki volt éhezve az érzelmekre, így az ő érzelmekkel telített regényei voltak azok, melyekre az olvasók vártak.

## Könyvei
Első kötete a The Evil Seed, 1989-ben került a könyvespolcokra (ez a kötet nem jelent meg magyarul), ma, 15 évvel később mindenkit igyekszik lebeszélni arról, hogy elolvassa. Második kötete a Sleep, Pale Sister, magyarul Aludj kislány, eredetileg 1993-ban jelent meg, de 2009-ben a rajongók hatására újra kiadták. A harmadik regénye a Csokoládé. Ez a könyv hozta meg számára a sikert, melyből Oscar-díjra jelölt film is készült, Juliette Binoche és Johnny Depp főszereplésével. További regényei: Szederbor, Ötnegyed narancs, Partvidékiek, Szent Bolondok, Urak és játékosok, Csokoládécipő, Rúnajelek, A kék szemű fiú (2010), Peaches for Monsieur Le Curé (2012). Ezeken kívül írásai közé tartozik még a Bársony és keserű mandula, amely novellák gyűjteménye, illetve két különleges és egyedi szakácskönyv A francia konyha és A francia piac.
A St. Oswald fiúiskola (Different class) című könyvet 2016-ban írta.
Még legbizarrabb, legfurcsább, legijesztőbb történeteiben is ott van a valós élet, az emberi lélek, viselkedés és motivációk ismerete, ami azonban nem holmi pszichológiai tudás, hanem a megélt életből és a mindenre nyitott és kíváncsi írói hozzáállásból fakad.

## Magyarul
- Csokoládé; ford. Szántó Judit; Ulpius-ház, Bp., 2001
- Szederbor; ford. Szűr-Szabó Katalin; Ulpius-ház, Bp., 2002
- Ötnegyed narancs; ford. Szűr-Szabó Katalin; Ulpius-ház, Bp., 2003
- Partvidékiek; ford. Szűr-Szabó Katalin; Ulpius-ház, Bp., 2004
- Joanne Harris–Fran Warde: A francia konyha. Szakácskönyv; ford. Balázs Éva; Ulpius-ház, Bp., 2004
- Joanne Harris–Fran Warde: A francia piac. Újabb receptek egy francia konyhából; ford. Szűr-Szabó Katalin; Ulpius-ház, Bp., 2005
- Szent bolondok; ford. Szűr-Szabó Katalin et al.; Ulpius-ház, Bp., 2005
- Urak és játékosok; ford. Szűr-Szabó Katalin; Ulpius-ház, Bp., 2006
- Csokoládécipő; ford. Szűr-Szabó Katalin, Térfy Anna; Ulpius-ház, Bp., 2007
- Rúnajelek; ford. Szűr-Szabó Katalin; Ulpius-ház, Bp., 2008
- Bársony és keserű mandula; ford. Szűr-Szabó Katalin; Ulpius-ház, Bp., 2008
- Aludj kislány; ford. Szűr-Szabó Katalin; Ulpius-ház, Bp., 2009
- Kékszeműfiú; ford. Szűr-Szabó Katalin; Ulpius-ház, Bp., 2010
- Csokoládés barack. A Csokoládé-trilógia III. része; ford. Szűr-Szabó Katalin, Sillár Emőke, Tomori Gábor; Ulpius-ház, Bp., 2012
- Egész évben karácsony; ford. Szűr-Szabó Katalin; Ulpius-ház, Bp., 2013
- A St. Oswald fiúiskola; ford. Szűr-Szabó Katalin; Libri, Bp., 2018
- Az epertolvaj; ford. Szűr-Szabó Katalin; Libri, Bp., 2019
- Mint pók a kulcslyukon; ford. Szűr-Szabó Katalin; Libri, Bp., 2023